# Rufino Rodríguez de la Torre
Rufino Rodríguez de la Torre (2 de dezembro de 1902 — data de morte desconhecida) foi um velejador argentino, medalhista olímpico. Ele competiu nos Jogos Olímpicos de Verão de 1948 na classe 6 Metre e conquistou a medalha de prata na disputa a bordo do Djinn com Enrique Sieburger, Emilio Homps, Rodolfo Rivademar, Enrique Sieburger Jr. e Julio Sieburger.
Ele foi um destacado navegador e instrutor da Escola Militar Naval Argentina, de grande influência nas origens e desenvolvimento do iatismo na Argentina. Em 1945, foi um dos promotores e membro da primeira comissão organizadora da primeira Regata Buenos Aires-Rio de Janeiro, "a manifestação máxima do iatismo sul-americano".